# La Vie rêvée
Pour plus de détails, voir Fiche technique et Distribution.
La Vie rêvée est une comédie dramatique québécoise de Mireille Dansereau sorti de 1972.
Avec ce road movie féministe, Mireille Dansereau signe son premier long-métrage et devient du même coup la première femme québécoise à réaliser un long métrage de fiction.

## Fiche technique
- Titre original : La Vie rêvée[2]
- Réalisation : Mireille Dansereau
- Scénario : Patrick Auzépy, Mireille Dansereau
- Photographie : Louis de Ernsted, François Gill, Richard Rodrigue
- Montage : Danielle Gagné
- Musique : Emmanuel Charpentier
- Décors : Michèle Cournoyer
- Production : Guy Bergeron
- Société de production : Association coopérative de productions audio-visuelles (ACPAV)
- Pays de production :  Canada
- Langue originale : français
- Format : couleurs et noir et blanc - 1,66:1 - Son mono - 35 mm
- Durée : 85 minutes
- Genre : Comédie dramatique
- Date de sortie :
  - Canada : 22 juillet 1972

## Distribution
- Liliane Lemaître-Auger : Isabelle
- Véronique Le Flaguais : Virginie
- Jean-François Guité : Jean-Jacques
- Guy Foucault : Yves
- Louise Portal : Andrée
- Marc Messier
- Paul Brennan
- Judith Paré
- Stéphanie Dansereau
- Pierre Fauteux
- Suzanne Comtois

## Accueil critique
Selon la revue 24images, le film « demeure le premier chef-d’œuvre féministe du cinéma québécois ».
Selon Marcel Jean, le film laisse paraître une volonté de rompre avec la bourgeoisie en présentant l'amitié entre deux femmes de milieux différents. Le regard que la cinéaste pose sur la jeunesse se distingue de ce que le cinéma québécois a proposé jusqu'alors. Tandis que le jeune cinéma québécois se concentre sur la volonté collective d'émancipation du peuple québécois, Mireille Dansereau s'intéresse davantage à l'émancipation des femmes, en brisant les belles images qu'on leur propose.

« Je voulais beaucoup parler de l’amitié féminine. C’était quelque chose que je ne connaissais pas. Je viens d’une génération où les femmes étaient très en compétition les unes avec les autres. Je voulais aussi parler du patriarcat et faire la critique des belles images de bonheur présentées dans les magazines. Mon film est rempli d’images de la famille nucléaire, de l’homme rêvé, de vacances, de bébé. Mais à la fin, les deux filles déchirent toutes ces images. »

— Mireille Dansereau
.

### Distinctions
Le film a remporté deux Prix du cinéma canadien lors de la 24e édition du Palmarès du film canadien en 1972, soit le Prix du meilleur montage (Danielle Gagné) et le Prix Wendy Michener.
Il a ensuite été projeté au Festival international du film de Toronto 1984 dans le cadre de Front & Centre, un programme rétrospectif spécial de films artistiquement et culturellement notables de toute l'histoire du cinéma canadien.